# Universidad de Educación a Distancia de Corea
La Universidad de Educación a Distancia de Corea es una Universidad Nacional de Corea del Sur, que provee programas de educación a distancia en coreano a más de 180.000 estudiantes. Se fundó en 1972 como una facultad de la  Universidad Nacional de Seúl, con cursos de dos años de formación superior. En 1982, la universidad a distancia se separó de la Universidad Nacional de Seúl lanzando programas de estudios de 4 años. En 2009, la universidad cuenta con 46 delegaciones regionales y centros de aprendizaje en todo el país, así como un canal de televisión por cable para la emisión de las clases. La universidad ofrece títulos de bachelor y master en varios campos, así como formaciones sin grados, además de diplomas y certificados o unidades de enseñanza para todas las edades.
Con más de 180.000 estudiantes activos, incluyendo 700 estudiantes de postgrado, es la primera institución educativa de Corea para todas las edades y la mayor del país por número de alumnos. Desde su fundación se han registrado más de 500.000 estudiantes y 350.000 se graduaron.

## Estudios
La universidad incluye cuatro colleges:
- College of Libery Art
- College of Social Science
- College of Natural Science
- College of Education

También cuenta con 9 escuelas de graduación:
- Departamento de Inglés Práctico
- Departamento de Administración Pública
- Departamento de Gestión
- Departamento de Economía Doméstica
- Departamento de Ciencias de la Computación
- Departamento de Enfermería
- Departamento de Educación Vitalicia
- Departamento de Educación Temprana para Niños
- Departamento de Aprendizaje Electrónico

## Campus
La universidad tiene campus en las universidades más importantes de Corea del Sur: Seúl, Daejeon, Busan, Daegu, Incheon, Gwangju, Gyeonggi, Gangwon, Chungpuk, Jonpuk, Kyungnam y Jeju.